# Danuta Adamczyk
Danuta Maria Adamczyk – polska bibliotekarka, dr  hab. nauk humanistycznych, profesor Instytutu Dziennikarstwa i Informacji Wydziału Humanistycznego Uniwersytetu Jana Kochanowskiego w Kielcach.

## Życiorys
Obroniła pracę doktorską, 26 października 1998 habilitowała się na podstawie pracy zatytułowanej Instytucje wydawnicze Polskiej Partii Socjalistycznej 1892/93-1948. Została zatrudniona na stanowisku profesora w Instytucie Dziennikarstwa i Informacji na Wydziale Humanistycznym Uniwersytetu Jana Kochanowskiego w Kielcach.